# Wiktor Genew
Wiktor Genew, bułg. Виктор Генев (ur. 27 października 1988 w Sofii, Bułgaria) – bułgarski piłkarz, grający na pozycji obrońcy.

## Kariera piłkarska

### Kariera klubowa
Jest wychowankiem Lewskiego Sofia. W 2007 rozpoczął karierę piłkarską w PFK Montana, w którym grał na zasadach wypożyczenia. 19 marca 2008 debiutował w pierwszej drużynie Lewskiego. Latem 2010 przeszedł do Slawii Sofia. Zimą 2011 został zauważony przez skautów Krylji Sowietow Samara, ale dopiero w czerwcu 2011 przeniósł się do rosyjskiego klubu na zasadach wypożyczenia. Rozegrał tylko 2 mecze, dlatego w styczniu 2012 przeszedł do ukraińskiego FK Ołeksandrija. Następnie grał w takich klubach jak: Spartak Semej, St. Mirren, Petrolul Ploeszti i Dynama Mińsk. W 2016 wrócił do Lewskiego Sofia.

### Kariera reprezentacyjna
W latach 2008–2009 występował w młodzieżowej reprezentacji Bułgarii.

## Sukcesy i odznaczenia

### Sukcesy klubowe
- mistrz Bułgarii: 2009
- finalista Pucharu Bułgarii: 2011
- zdobywca Superpucharu Bułgarii: 2009